# Scolopsis aurata
Scolopsis aurata là một loài cá biển thuộc chi Scolopsis trong họ Cá lượng. Loài này được mô tả lần đầu tiên vào năm 1797.

## Từ nguyên
Từ định danh aurata trong tiếng Latinh nghĩa là "được phủ vàng", hàm ý có lẽ đề cập đến sọc vàng kim từ sau mắt kéo dài đến gốc vây đuôi ở loài cá này.

## Phân bố và môi trường sống
S. aurata hiện chỉ được biết đến ở Maldives, Sri Lanka và ngoài khơi phía tây nam Indonesia, mở rộng về phiúa tây đến Mauritius.
S. aurata sinh sống trên nền đáy cát ở đầm phá và rạn san hô, độ sâu đến ít nhất là 30 m.

## Mô tả
Chiều dài cơ thể lớn nhất được ghi nhận ở S. aurata là 26 cm. Loài này có màu trắng bạc, lưng màu lam xám sẫm. Mõm màu xám đen. Có sọc vàng kim ở hai bên thân, từ sau mắt đến gốc vây đuôi. Vạch xanh lam nhạt nối giữa hai mắt.  Vây đuôi màu vàng kim.
Số gai vây lưng: 10; Số tia vây lưng: 9; Số gai vây hậu môn: 3; Số tia vây hậu môn: 7; Số tia vây ngực: 15–16; Số gai vây bụng: 1; Số tia vây bụng: 5.